# Choi Min-ho (Sänger)
Choi Min-ho (* 9. Dezember 1991 in Incheon, Südkorea) ist ein südkoreanischer Sänger und Schauspieler.
Er debütierte als Mitglied der südkoreanischen Boygroup SHINee im Mai 2008. Außerhalb der Gruppenaktivitäten und als Sänger hatte er sein Schauspieldebüt im November 2010 in dem Drama Pianist. Er spielte noch weitere Rollen in verschiedenen Fernsehserien und hatte sein Filmdebüt in dem Film Canola (2016).

## Filmographie

### Filme
| Jahr | Titel                                               | Rolle        | Notes                       |
| ---- | --------------------------------------------------- | ------------ | --------------------------- |
| 2012 | I Am                                                | Gastauftritt | Biopic von SM Town          |
| 2015 | SMTOWN The Stage                                    | Gastauftritt | Dokumentarfilm über SM Town |
| 2016 | Canola                                              | Han-i        |                             |
| 2016 | Derailed                                            | Jin-il       |                             |
| 2018 | The Princess and the Matchmaker                     | Seo Ga-yoon  |                             |
| 2018 | Illang: The Wolf Brigade                            | Kim Chul-jin |                             |
| 2019 | Bataillon der Verdammten – Die Schlacht um Jangsari |              |                             |

### Fernsehserien
| Jahr      | Titel                           | Rolle         | Fernsehsender       | Notes     |
| --------- | ------------------------------- | ------------- | ------------------- | --------- |
| 2008      | My Precious You                 | Gastauftritt  | KBS2                | Cameo     |
| 2010      | Pianist                         | Oh Je-ro      | KBS2                | Drama     |
| 2012      | Salamander Guru and The Shadows | Choi Min-hyuk | SBS                 | Sitcom    |
| 2012      | To The Beautiful You            | Kang Tae-joon | SBS                 |           |
| 2013      | Medical Top Team                | Kim Seong-woo | MBC                 |           |
| 2015      | My First Time                   | Yoon Tae-oh   | OnStyle             |           |
| 2016      | Drinking Solo                   | Gastauftritt  | tvN                 | Cameo     |
| 2016–2017 | Hwarang: The Poet Warrior Youth | Kim Soo-ho    | KBS2                |           |
| 2017      | Somehow 18                      | Oh Kyung-hwi  | JTBC, Naver TV Cast | Webserie  |
| 2017      | The Most Beautiful Goodbye      | Jung Soo      | tvN                 | Miniserie |
| 2022      | The Fabulous                    | Ji Woo-min    | Netflix             | Webserie  |
| 2022      | Run for the Money               | Gastauftritt  | Netflix             | Webserie  |

### Fernsehshows
| Jahr      | Titel                   | Network | Rolle           |
| --------- | ----------------------- | ------- | --------------- |
| 2009–2012 | Dream Team              | KBS     | Hauptdarsteller |
| 2010      | Oh! My School           | KBS     | Hauptdarsteller |
| 2013      | Mamma Mia               | KBS     | Gastgeber       |
| 2013      | Star Diving Show Splash | MBC     | Hauptdarsteller |
| 2013–2015 | Show! Music Core        | MBC     | Host            |
| 2015      | Exciting India          | KBS     | Hauptdarsteller |